# Lijst van burgemeesters van Herpt
Dit is een lijst van burgemeesters van de voormalige Nederlandse gemeente Herpt tot die in 1935 opging in de gemeente Heusden.
| Ambtsperiode | Naam burgemeester                     | Partij of stroming | Bijzonderheden                                   |
| ------------ | ------------------------------------- | ------------------ | ------------------------------------------------ |
| 18?? - 1838  | H. Verhoeven                          |                    |                                                  |
| 1838 - 1854? | H.C. de Jongh                         |                    | tevens burgemeester van Hedikhuizen (18??-1854?) |
| 1855 - 1884  | Thomas (Th.) van Bokhoven (1812-1884) |                    |                                                  |
| 1884 - 1911? | Izaak (I.) Buys Mzn.                  |                    |                                                  |
| 1911 - 1922  | Leonardus (L.) van Herpt              |                    |                                                  |
| 1922 - 1934  | H.J. van Eggelen                      |                    | tevens burgemeester van Heusden (1918-1934)      |
| 1934 - 1935  | W.J.N. Wijs                           |                    | tevens burgemeester van Heusden (1934-1937)      |